# 小棘網鰩
小棘網鰩（學名：Brochiraja microspinifera），為軟骨魚綱鰩目單鰭鰩科網鰩屬的一種，分布於西南太平洋紐西蘭海域，深度600-1200公尺，本魚尾部適度延長，為盤長的1.2-1.4倍，整個背盤上佈滿了細小的真皮細齒，尾背外側表面具有眾多較小的刺和大的小齒，體色深褐色，腹面有淺色的孔，頸孔帶不明顯，上顎牙齒排列33-37，體長可達32.5公分，棲息在沙泥底質海域，為深海底棲性魚類，屬肉食性，卵生，生活習性不明。